# Chawton
Chawton är en ort och civil parish i Storbritannien.   Den ligger i grevskapet Hampshire i södra England, 70 km sydväst om London. Antalet invånare är 380.
Byn ligger inom South Downs nationalpark, omkring 3 km sydväst om den större tätorten Alton, och är främst känd som författaren Jane Austens bostadsort under den senare delen av hennes liv.

## Geografi
Chawton ligger 115 meter över havet. Terrängen runt Chawton är platt. Runt Chawton är det ganska tätbefolkat, med 214 invånare per kvadratkilometer. Trakten runt Chawton består till största delen av jordbruksmark.

## Historia
Chawton är omnämnt i Domesday Book från 1086. Byn hade då nitton fria bönder, åtta småbrukare, sex slavar och en skogsmark för femtio grisar.
På 1200-talet fanns en kungsgård i byn, lydande under John St John som var kung Edvard I:s ståthållare i Skottland. Henrik III av England besökte kungsgården över fyrtio gånger. 
Den nuvarande herrgården Chawton House påbörjades av John Knight omkring 1588 och är således samtida med den spanska armadan. Hans efterlevande i släkten Knight byggde till huset och förändrade landskapet enligt de olika tidsepokernas politik, religiösa förändringar och smak. En av hans ättlingar var Elizabeth Knight, vars turer genom ägorna åtföljdes av ringandet av kyrkklockorna och vars båda äkta makar båda tog hennes namn. Jane Austens bror Edward Austen Knight, en avlägsen släkting till familjen, adopterades av familjen Knight och ärvde därför godset i början av 1800-talet. År 1809 lät han sin mor och sina systrar flytta in i ett hus i byn, informellt kallat Chawton Cottage. Edward Austen Knights efterkommande i släkten Knight bodde kvar på herrgården fram till 1987.
Chawton blev aldrig någon större ort, möjligen på grund av godsägarnas önskan att leva i avskildhet på sina ägor. Åren 1740 till 1741 skedde en skiftesreform beslutad av parlamentet i samband med en missväxt efter en svår vinter, då matkravaller skedde i stora delar av landet. I Chawton handlade skiftet huvudsakligen om fårbete och bekräftade överenskommelser som redan träffats mellan landägarna. Inga referenser till bybornas traditionella rättigheter gällande bosättning, allmänningar och liknande görs här, trots att över trettio familjer fram till nyligen bott här. Endast en familj återstod vid skiftet. Byn kom därmed att till största delen införlivas i godsets ägor, vilket ledde till stora klasskillnader mellan de få kvarvarande fria markägarna och de fattigare lantarbetarna.
Redan år 1605 omnämns ett jordskifte i Chawton, då en domstol ledd av John Knight beslutade i ett ärende där det erkänns att en stor del av byns allmänning under de senaste trettio till fyrtio åren hade annekterats av arrendatorer på godsets mark, med godsägarens tillstånd. Klagomålet gällde det faktum att dessa bönder fortfarande höll samma antal får på den nu betydligt reducerade gemensamma allmänningen, så att betet blev knappt.
1740 införlivades 312 acres av byns allmänning och 309 acres av gemensamma fält: Ridgefield, Southfield, Northfield, Upper och Lower Eastfield, Whitedown och Winstreetfield. Den dåvarande godsägaren, Thomas Knight, som nyligen tillträtt som ny herre på godset, gjorde en mycket god affär. Hans befintliga gods omfattade redan femton hus och 1 569 acres, varav 734 odlingsbar mark, 108 betesmark, 56 ängsmark, 615 skog och 55 hedmark. Genom annekterandet kunde han lägga till 156 acres från allmänningen och 143 acres från de gemensamma fälten, 48 procent av den frigjorda marken, och nästan 2 000 acres totalt i Hampshire. Knights andel ökade genom betesrätt vid alla landsvägar på allmänningen, och eftersom han var godsherre fick han även "fri rätt" från juni 1742 att "sälja, hugga ned, gräva upp, ta, transportera och bära iväg" alla träd och buskar överallt på allmänningen, för vilket ändamål hans arbetare kunde gå in på valfri jordlott när som helst.

## Byggnader och sevärdheter
- Jane Austen's House Museum är inrymt i Chawton Cottage. I detta hus bodde författaren Jane Austen tillsammans med sin mor och sin syster under den senare delen av sitt liv. Huset och dess trädgård utgör idag ett författarmuseum över Austen.

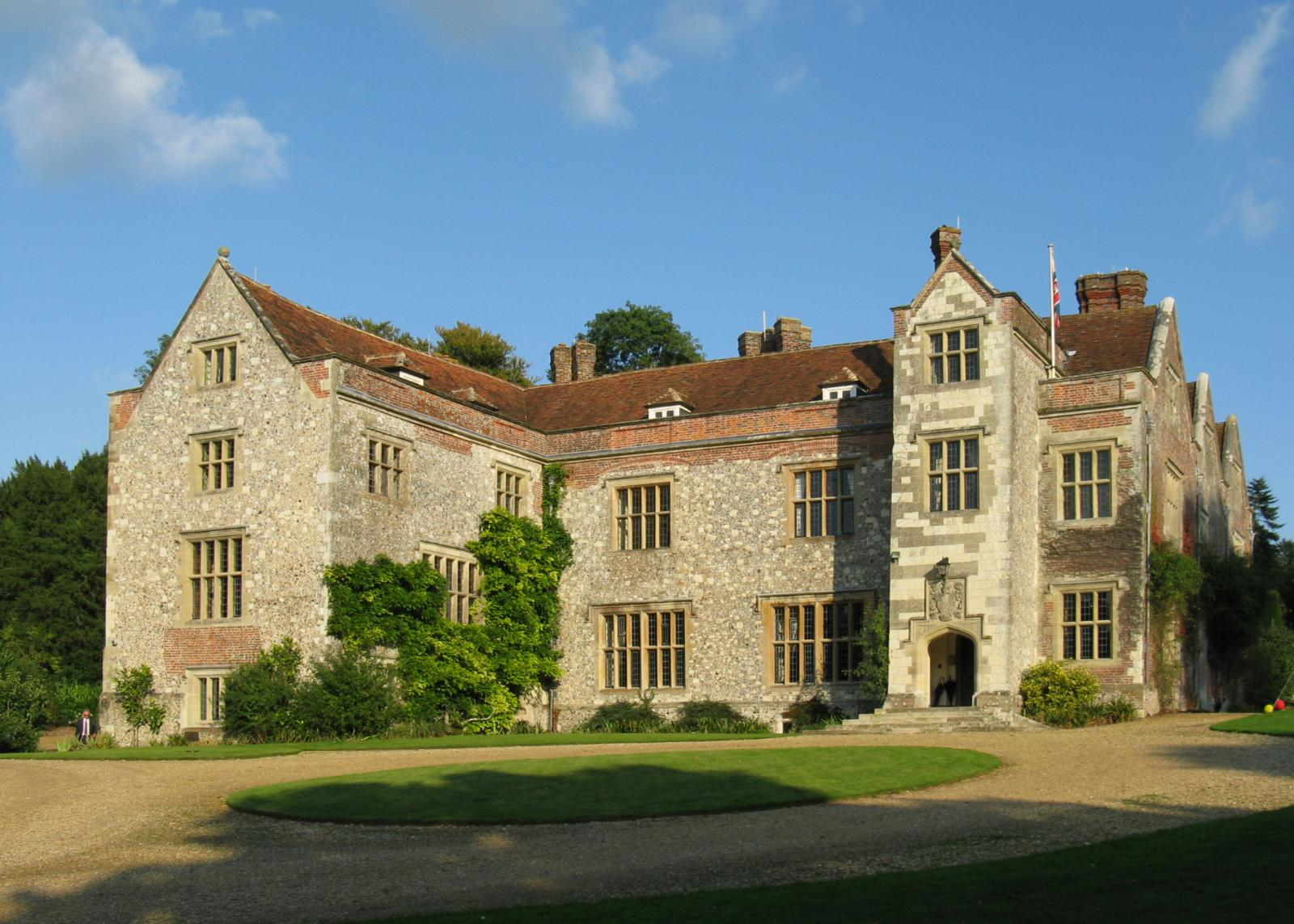
Chawton House

- Chawton House är en elisabetansk herrgård som under den senare delen av Jane Austens liv ägdes av hennes bror Edward Austen Knight. Godset och de tillhörande 1,11 kvadratkilometerna land har restaurerats som en del i etablerandet av Centre for the Study of Early Women's Writing, 1600–1830, som ett internationellt projekt. Husets bibliotek inrymmer över 9 000 volymer och relaterade manuskript. Besökare kan här studera biblioteket i dess miljö med herrgården och godset, med ett lantbruk från 1700-talet och början av 1800-talet.[14] Husets användning möjliggjordes genom ett 125-årigt hyresavtal som tecknades för 1,25 miljoner pund. Medlen kom från en stiftelse instiftad av Sandra Lerner, en av grundarna av Cisco Systems.[15]

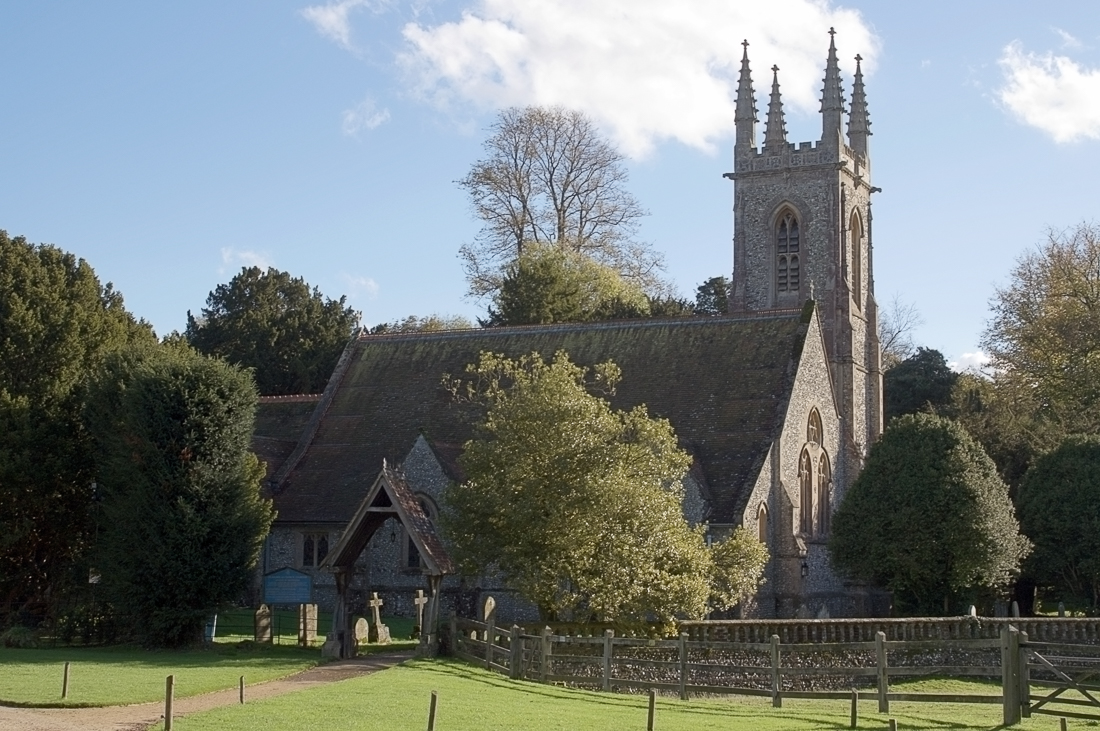
St Nicholas' Church

- St Nicholas' Church är bykyrkan. En kyrka på platsen omnämns första gången 1270, i Winchesters stifts handlingar. Den medeltida kyrkan drabbades av en förödande brand 1871, som endast kvarlämnade koret. Den nya kyrkan ritades av sir Arthur Blomfield och är nu ett Grade 2-byggnadsminne. Kyrkogården är släkten Knights traditionella begravningsplats och här ligger Jane Austens syster Cassandra Austen och hennes mor, också med namnet Cassandra, begravda.

## Kommunikationer
Strax väster om Chawton ligger en cirkulationsplats som sammanbinder riksvägarna A31 och A32.
I närheten av orten finns bussförbindelser i riktning mot Alton, som är närmaste järnvägsstation, och mot Winchester.